# Каждая секретная вещь
«Каждая секретная вещь» (англ. Every Secret Thing) — американский криминальная драма, снятая режиссёром Эми Джей Берг по  сценарию Николь Холофсенер, по мотивам одноимённого романа Лауры Липпман. В фильме снимаются Дайан Лейн, Элизабет Бэнкс, Дакота Фэннинг, Даниэль Макдональд и Нейт Паркер.

## Сюжет
Действие фильма «Каждая секретная вещь» происходит в Соединённых Штатах Америки.  Две одиннадцатилетние девочки, Ронни Фуллер и Элис Мэннинг, возвращаясь домой с детского праздника, обнаруживают малыша без присмотра и забирают его. Ребёнка полиция находит уже мёртвым, а девочкам предъявляют обвинение в убийстве.
Семь лет спустя теперь уже восемнадцатилетние героини картины «Каждая секретная вещь» выходят из тюрьмы на свободу. И почти сразу после их освобождения пропадает ещё один ребёнок. Девушки вновь становятся главными подозреваемыми. Следствие по делу пропавшей девочки ведут два детектива Кевин Джонс и Нэнси Портер, которая работала и над делом пропавшей семь лет назад девочки. Вскоре становится очевидной связь между нынешним случаем и предыдущим похищением, включая сходство между Бриттани и предыдущей жертвой похищения. Портер и её напарник допрашивают Элис и Ронни. Ронни уклончива и замкнута, в то время как Элис всячески пытается тонко намекнуть, что именно Ронни Фуллер несёт ответственность за первое похищение и убийство ребёнка и, вероятно, причастна к новому.
Хелен Мэннинг (Мать Элис) — одна из главных героинь фильма. Её образ крайне неоднозначен. Хелен работает учительницей в начальной школе. Очевидно, что у неё с дочерью сложные отношения. На допросах Хелен Мэннинг ведет себя враждебно.
В ходе расследования детективы Портер и Донс выясняют, что в тюрьме Элис Мэннинг родила дочь. На последующих допросах Элис и Хелен Мэннинг оказывается, что в возрасте 15 лет Элис вступила в сексуальную связь с тюремным уборщиком по имени Родриго. Родриго был уволен, а ребёнок отдан в приёмную семью. Именно мать заставила Элис отказаться от новорожденной дочери.  В тайне от Хелен, после освобождения из тюрьмы Элис встречается с Родриго и начинает поиски дочери. То, что мать и детективы ранее считали бесцельными прогулками Элис, на самом деле оказывается поисками ребёнка. Увидев у Бриттани на спине родимое пятно в форме сердца, такое как по словам Хелен было у её дочери, Элисс помощью Родриго похищает девочку. После того, как детективы показывают свидетельства о рождении, доказывающие, что Бриттани не её дочь, Элис раскрывает местонахождение ребёнка.
Ронни Фуллер совершает самоубийство, перерезав себе вены в ванне.
Суд над Элис Мэннинг заканчивается тем, что все обвинения против неё были сняты, а Родриго арестован за похищение и изнасилование.

## Актёрский состав
- Дайан Лейн — Хелен Мэннинг[3]
- Элизабет Бэнкс — детектив Нэнси Портер[4]
- Дакота Фэннинг — Ронни Фуллер[5]
  - Ева Грейс Келлнер — Ронни Фуллер в детстве
- Даниэль Макдональд — Элис Мэннинг[6]
  - Бринн Норквист — Элис Мэннинг в детстве
- Нэйт Паркер  — детектив Кевин Джонс[7]
- Common — Дэвлин Хатч
- Колин Доннелл — Пол Портер
- Билл Сейдж — Дейв Фуллер
- Тони Патано — Кларис
- Хулито Маккаллум — Родриго
- Клэр Фоули — Мэри Пейдж
- Лили Пилблад — Джинн
- Рене Элиз Голдсберри — Синтия Барнс
- Сара Соколович — Мэвин Литтл
- Джек Гор — Томми

## Съёмки
10 августа 2010 года Deadline Hollywood сообщил, что актриса Фрэнсис Макдорманд купила права на экранизацию криминального романа Лоры Липпман «Каждая секретная вещь» (англ. Every Secret Thing), и что она будет продюсировать фильм в партнёрстве с  Энтони Брегманом. 31 июля 2012 года ведущий американский еженедельник Variety опубликовал новость, что Николь Холофсенер написала сценарий по роману Липпман, а Эми Джей Берг должна была стать режиссёром будущего фильма. Непосредственно сами съемки начались в марте 2013 года в Нью-Йорке. Премьера состоялась на кинофестивале Трайбека в апреле 2014 года. Фильм вызвал изрядную шумиху и получил положительные отзывы. Особой похвалой была отмечена игра актёров, особенно Дианы Лейн. Трейлер, веб-сайт и постер появились 15 апреля 2015 года, датой выхода фильма на широкие экраны значилось 15 мая 2015 года. Фильм собрал 103 536 долларов в США и Канаде.

## Критика
На обзорном агрегаторе Rotten Tomatoes фильм имеет рейтинг одобрения 32 % на основе 38 отзывов, со средним рейтингом 5,3 из 10. Критический консенсус сайта гласит: «„Каждая секретная вещь“ имеет безупречную родословную как на экране, так и вне его. Фильм — нечто большее, чем вялый, предсказуемый триллер». На Metacritic фильм имеет оценку 46 из 100, основанную на 15 отзывах.